# Vieux Habits, Vieux Amis
Pour plus de détails, voir Fiche technique et Distribution.
Vieux Habits, Vieux Amis (Old Clothes) est un film américain de Edward F. Cline sorti en 1925.

## Fiche technique
- Titre : Vieux Habits, Vieux Amis
- Titre original : Old Clothes
- Réalisation : Edward F. Cline
- Assistant réalisateur : Robert Ives
- Scénario : Willard Mack et Robert E. Hopkins (titres)
- Photographie : Harry Davis et Frank B. Good
- Producteur : Jack Coogan Sr.
- Société de production : Jackie Coogan Productions
- Société de distribution : Metro-Goldwyn-Mayer
- Pays de production :  États-Unis
- Langue : Anglais
- Format : Noir et blanc — 35 mm — 1,33:1 — film muet
- Genre : Drame
- Durée : 65 min
- Dates de sortie : 
  - États-Unis : 9 novembre 1925

## Distribution
- Jackie Coogan : Timothy Kelly
- Joan Crawford : Mary Riley
- Max Davidson : Max Ginsburg
- Allan Forrest : Nathan Burke
- Lillian Elliott : La mère de Nathan
- Jim Mason : Dapper Dan
- Stanton Heck : L'Expert